# Туркменский государственный институт физкультуры и спорта
Туркменский государственный институт физкультуры и спорта (туркм. Türkmen döwlet bedenterbiýe we sport instituty, сокращённо ТГИФС) — высшее учебное заведение в Ашхабаде, занимающееся подготовкой специалистов в области спорта и массового физкультурно-оздоровительного движения.

## История
Основан в 1980 году как Туркменский государственный институт физической культуры на базе факультета физического воспитания Туркменского государственного университета.
9 января 1997 года преобразован в Национальный институт спорта и туризма Туркменистана и передан с баланса Министерства образования Туркменистана на баланс Комитета по физической культуре и спорту при Кабинете министров Туркменистана.
В декабре 2012 года введён в эксплуатацию новый комплекс зданий института, рассчитанный на обучение 1600 студентов. Он был построен компанией «Буиг Туркмен», стоимость комплекса — 80 миллионов долларов.
С 26 января 2018 года входит в систему Министерства спорта и молодёжной политики Туркменистана.
13 июня 2019 года переименован в Туркменский государственный институт физкультуры и спорта.

## Структура
Факультеты:
- Спорт
- Туризм

Кафедры:
- Спортивная медицина и биологическое обеспечение
- Изучение мирового опыта
- Конный спорт, гимнастика, легкая атлетика и плавание
- Туркменские национальные и спортивные игры
- Гореш и единоборства
- Организация и управление туристского бизнеса
- Специальный менеджмент гостиничных и туристских услуг
- Теории и методики спорта и биомеханики

## Комплекс
Комплекс зданий института состоит из основного 12-ти этажного административного корпуса и двух четырёхэтажных учебных корпусов, где разместились аудитории, лекционные залы и конференц-зал. В спортзале института в два этажа расположены площадки для волейбола, баскетбола, гандбола и мини-футбола. На прилегающей территории расположены летние площадки для игровых видов спорта и теннисный корт.

## Ректоры
| № | Имя                      | Назначен   | Уволен       | Причина увольнения               |
| - | ------------------------ | ---------- | ------------ | -------------------------------- |
| 1 | Мухаммедов, Амангулы     |            | 1999         | за недостатки в работе           |
| 2 | Абалаков, Мухаммед       | 27.07.1999 | 28.01.2000   | переход на другую работу         |
| 3 | Шихмурадов, Борис        | 28.07.2000 | 11.03.2001   | переход на другую работу         |
| 4 | Моммадов, Ашир           | 27.08.2001 | сведений нет | сведений нет                     |
| 5 | Ходжабердыев, Гуйчгельды | 28.08.2006 | 21.05.2007   | переход на другую работу         |
| 6 | Аннаоразов, Байрамберды  | 13.07.2007 | 12.07.2008   | за серьезные недостатки в работе |
| 7 | Аталиев, Ялкапберды      | 03.12.2008 | 09.04.2010   | переход на другую работу         |
| 8 | Сарыев, Алладурды        | 09.04.2010 | 02.07.2019   |                                  |
| 9 | Сапаров, Аллаберды       | 02.07.2019 |              | действующий                      |

## Студенты
В 2016/2017 учебном году Национальный институт спорта и туризма Туркменистана принял на 1-й курс 410 человек.
В 2016/2017 учебном году в НИСТ всего обучалось около 1525 студентов.

## Спортивные клубы
В 2007 году на базе Национального института спорта и туризма Туркменистана была создана команда Талып спорты, выступавшая в различных первенствах среди студентов, а затем и среди мастеров. Выступает чемпионате Туркменистана по футболу.